# Alexander Hammelburg
Alexander Robert Hammelburg (Hilversum, 22 februari 1982) is een Nederlandse voormalig politicus namens D66. Van 31 maart 2021 tot 6 december 2023 was hij Tweede Kamerlid.

## Jeugd en loopbaan
Hammelburg werd geboren in Hilversum als de zoon van cabaretier, schrijver en journalist Simon Hammelburg. Toen hij jong was, scheidden zijn ouders en verhuisde hij samen met zijn moeder en zus van de Amsterdamse wijk Buitenveldert naar Oosterbeek, waar hij opgroeide. Hij studeerde Politicologie en Arabistiek aan de Universiteit van Amsterdam van 2002 tot 2012. In die periode studeerde hij ook een jaar Midden-Oostenstudies aan de Universiteit van Tel Aviv, in Cairo en Damascus. 
Vanaf 2008 was hij verbonden aan de UvA als docent Internationale Betrekkingen waar hij zich in het bijzonder bezighield met politiek in het Midden-Oosten en internationaal recht. In 2011 en 2012 ontwikkelde hij onder leiding van politicoloog Andre Krouwel het eerste Kieskompas in Egypte en Tunesie. Hij deed als Midden-Oostendeskundige regelmatig verslag vanuit Nederland, maar ook Egypte, Syrie en omgeving tijdens en na de Arabische Lente en de Syrische burgeroorlog.
In april 2015 verliet Hammelburg de universiteit om internationaal beleidsmedewerker voor COC Nederland te worden. Hij ondersteunde LHBTI-mensenrechtenverdedigers in arme landen om op te komen tegen geweld en discriminatie in hun land bij de Verenigde Naties. Zo bereikte hij samen met hen een historische doorbraak na het bepleiten van een onafhankelijk VN-expert op mensenrechten van LHBTI waarmee de mensenrechtenraad van de VN in 2016 instemde. Hij deed onderzoek naar de gebrekkige implementatie van het LHBTI-mensenrechtenbeleid van de EU en lidstaten en sprak in 2017 het Europees Parlement toe. Tot zijn Kamerlidmaatschap bleef hij werkzaam bij het COC.

## Politieke loopbaan
Hammelburg was bestuurslid van de afdeling Noord-Holland/Flevoland van de Jonge Democraten, de jongerenorganisatie van D66. Hij werd bij de gemeenteraadsverkiezingen in 2014 tot lid van de bestuurscommissie van Amsterdam-Centrum verkozen. Hammelburg was bij die verkiezing ook de zestiende kandidaat van D66 voor de gemeenteraad in Amsterdam, maar zijn partij ontving veertien zetels.
Op 5 april 2017 verving hij Jan Paternotte in de raad, omdat Paternotte Kamerlid was geworden. Hammelburg verliet gelijktijdig de bestuurscommissie. Hij werd bij de gemeenteraadsverkiezingen 2018 herkozen als de nummer vier op de kandidatenlijst van D66. Hammelburg werd vice-fractievoorzitter en had de portefeuille financiën, economische zaken, sekswerkers, drugs, wonen en bouwen. In de gemeenteraad pleitte hij regelmatig voor betere leefomstandigheden voor in Amsterdam opgroeiende kinderen. Zo wilde hij dat alle loden waterleidingen binnen een jaar zouden worden vervangen vanwege de gezondheidsrisico's voor kinderen. Hij schreef een initiatiefvoorstel om een Amsterdamse kinderrechtenscan in te voeren. Hij sprak zich ook fel uit tegen antisemitisme in Amsterdam en ondertekende namens D66 het Amsterdam Joods Akkoord. Ook maakte hij een plan om het stadscentrum aantrekkelijker te maken voor Amsterdammers.

### Tweede Kamer
Sinds 31 maart 2021 was hij lid van de Tweede Kamer der Staten-Generaal. Hij stond als 23e op de kandidatenlijst bij de Tweede Kamerverkiezingen 2021 en werd verkozen met 841 voorkeurstemmen. Hammelburg deed op 31 maart afstand van zijn gemeenteraadszetel. Als Kamerlid had hij in zijn portefeuille buitenlandse handel, ontwikkelingssamenwerking, defensie en het initiatief om Artikel 1 van de Nederlandse Grondwet te wijzigen, terwijl hij ook een tijd het woord heeft gevoerd over financiën, belastingen, financiële markten en staatsdeelnemingen. Hij was lid van de delegatie naar de OVSE-assemblee en de contactgroep Verenigde Staten en lid van de vaste commissies voor Buitenlandse Handel en Ontwikkelingssamenwerking, voor Buitenlandse Zaken, voor Defensie, voor Economische Zaken en Klimaat, voor Financiën en voor de Rijksuitgaven. Hij was tevens fractiesecretaris en lid van het presidium van de Tweede Kamer.
Toen Oekraïne in 2022 door Rusland werd binnengevallen, stelde Hammelburg voor om alvast geld opzij te zetten voor de wederopbouw van het land en vergeleek dit met het Amerikaanse Marshallplan. Ook wilde hij ten minste €100 miljoen beschikbaar stellen voor de wederopbouw na de aardbeving in Turkije en Syrië in 2023, maar minister voor Buitenlandse Handel en Ontwikkelingssamenwerking Liesje Schreinemacher reageerde dat ze daarvoor niet genoeg geld had. Hammelburg pleitte regelmatig tegen discriminatie en voor gelijke rechten. Zo stemde de Tweede Kamer met zijn voorstellen in om LHBTI te steunen in Oost-Europa en de Kaukasus en meer geld te reserveren voor de aanpak van antisemitisme in Nederland. Hij sprak zich regelmatig uit tegen, naar wat hij beschouwde als antisemitische uitlatingen door andere publieke figuren. Zo reageerde hij in een uitzending van Eva Jinek fel op de uitlatingen gedaan door Thierry Baudet toen hij daar zat over de uitkomsten van een onderzoek onder Nederlandse jongeren waaruit bleek dat 6% dacht dat de Holocaust een mythe was.
Samen met Laura Bromet (GL) en Habtamu de Hoop (PvdA) zette hij een initiatief door om artikel 1 van de Nederlandse Grondwet aan te passen om ook handicap en seksuele oriëntatie gronden te maken op basis waarvan discriminatie onwettig is. Het parlement had daar in eerste lezing mee ingestemd in 2021. Een grondwettelijk amendement vergt een tweede lezing van het parlement na verkiezingen. Onder aanvoering van Hammelburg stemde de Tweede Kamer in 2022 in met de grondswetswijziging. De Eerste Kamer volgde uiteindelijk in januari 2023.
Hammelburg stond op de 20e plek van de kandidatenlijst van D66 voor de Tweede Kamerverkiezingen van 2023. Op 5 december 2023 nam hij afscheid van de Tweede Kamer.

## Privéleven
Hammelburg is Joods en heeft een dochter. 
- Parlement.com: vlh6u7ipvvdo